# 김제 필로스 WFC
김제 필로스 WFC(Gimje Philos Women's Futsal Club)는 대한민국 전라북도 김제시에 있었던 풋살 선수단이다. 여자 아마추어 풋살단이며, 2011년에 창단되었고 2016년에 해단되었다.

## 선수 명단

### 현재 선수단
참고: FIFA 자격 규정에 따라 소속된 국가대표팀 국기를 표시합니다. 선수는 복수의 FIFA 비회원국 국적을 가지고 있을 수 있습니다.
| 번호 | 포지션 | 국적 | 이름   |
| ---- | ------ | ---- | ------ |
| 08   | GK     |      | 박한나 |
| 09   | FP     |      | 차민지 |
| 10   | FP     |      | 오현정 |
| 11   | FP     |      | 조현진 |
| 19   | FP     |      | 김예림 |
| 22   | FP     |      | 김효영 |
| 23   | FP     |      | 문수진 |

## 참고 문헌
- “스포츠지원포털 등록 현황”. 대한체육회.
- “KFA 통합경기정보 시스템”. 대한축구협회.